# Biała (gmina Trzcianka)
Biała – wieś w Polsce położona w województwie wielkopolskim, w powiecie czarnkowsko-trzcianeckim, w gminie Trzcianka.

## Historia
Biała jest uważana za jedną z najstarszych wsi w okolicy. Pierwsza informacja historyczna o wsi pochodzi z roku 1378. Od XIV wieku do roku 1727 była własnością rodziny Czarnkowskich. Kolejnymi właścicielami była rodzina Poniatowskich.
W latach 1945–1954 siedziba gminy Biała. W latach 1954–1972 wieś należała i była siedzibą władz gromady Biała. W latach 1975–1998 miejscowość należała administracyjnie do województwa pilskiego. W latach 1945-1975 miejscowość należała administracyjnie do powiatu trzcianeckiego.

## Zabytki
- Kościół Wszystkich Świętych w Białej (1852-1853)
- Park pałacowy w Białej